# Elektrociepłownia Katowice
Elektrociepłownia Katowice – elektrociepłownia znajdująca się w Katowicach w województwie śląskim, zbudowana pierwotnie jako ciepłownia, od 29 grudnia 2000 w składzie Południowego Koncernu Energetycznego SA obecnie Tauron Ciepło SA.

## Historia
Elektrociepłownia została zaprojektowana w latach 70. XX wieku jako mniej uciążliwa dla środowiska od wielu małych i średnich ciepłowni lokalnych. Powstała w dzielnicy Katowic − Dąbrówce Małej przy ul. Siemianowickiej 60. Po uruchomieniu na początku 1985 2 kotłów wodno–pyłowych o mocy cieplnej 144 MW każdy oraz w 1991 r. kotła wodnego o mocy 233 MW i zakończono pierwszy etap inwestycji. 
6 stycznia 2000 r. oddano do eksploatacji blok ciepłowniczo-kondensacyjny BCF-100 o mocy elektrycznej 135 MW i cieplnej 200 MW. Stał się podstawową jednostką produkcyjną w Elektrociepłowni Katowice. 
W roku 1996 nastąpiła fuzja zakładu we wskutek powstał Z.E.C. Katowice S.A.
19 sierpnia 2014 r. TAURON Ciepło podpisał umowę z firmą Control Press na budowę trzech kotłów olejowo-gazowych o mocy sumarycznej około 114 MWt. Inwestycja kosztowała około 66 mln zł. Nowe kotły zostały uruchomione 15 lutego 2016.

## Dane techniczne
Elektrociepłownia posiada koncesje na wytwarzanie energii cieplnej i elektrycznej i składa się obecnie z:
- kocioł fluidalny CFB-100 – opalany węglem kamiennym i mułem węglowym wraz z możliwością współspalania biomasy o mocy cieplnej wprowadzanej w paliwie 378 MWt
- trzy kotły wodne gazowo-olejowe o mocy zainstalowanej 38 MWt każdy, wybudowane w latach 2014-2016